# Tenthredo livida
Tenthredo livida är en stekelart som beskrevs av Carl von Linné 1758. Tenthredo livida ingår i släktet Tenthredo, och familjen bladsteklar. Arten är reproducerande i Sverige.

## Bildgalleri

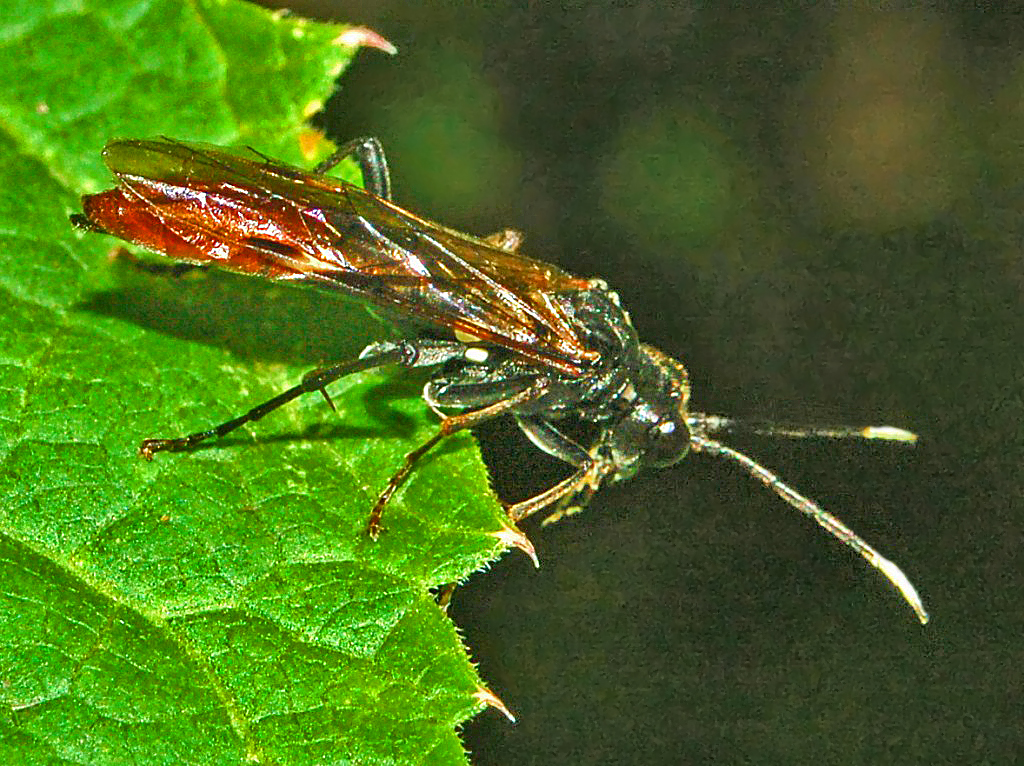
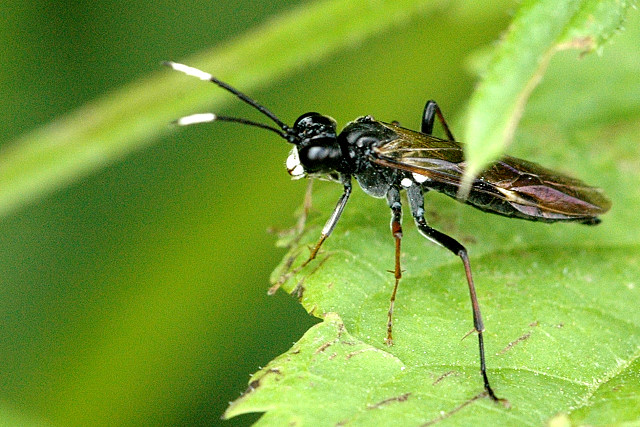